# 세컨드 토마스 숄

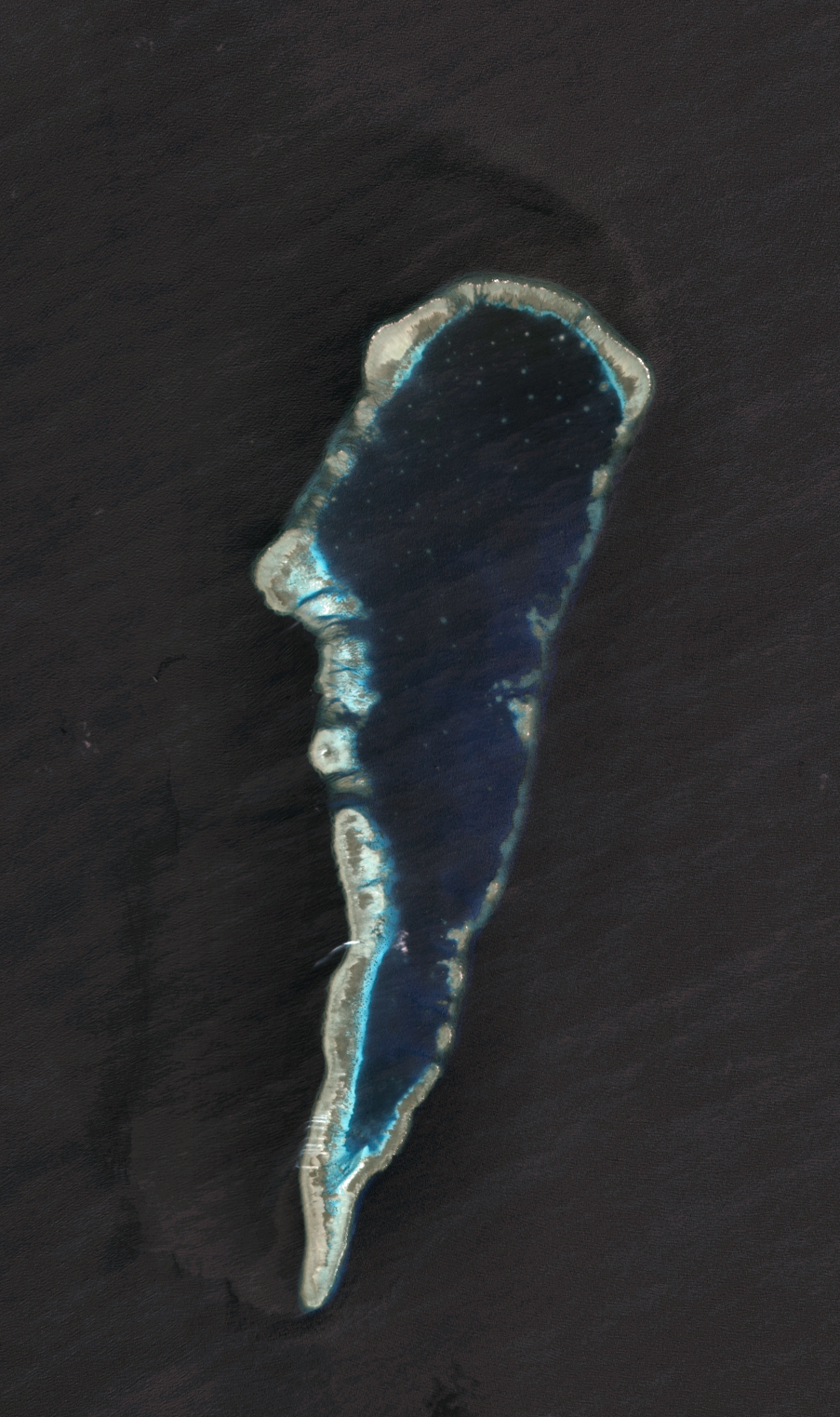
아융인의 위성 사진

세컨드 토마스 숄(영어: Second Thomas Shoal) 또는 아융인 숄(Ayungin Shoal)은 필리핀 서쪽, 중화인민공화국과 중화민국의 남쪽, 베트남의 동쪽에 위치한 남사군도 내에 있는 사주이다. 주변 국가간 영유권 분쟁 지역이다. 중국, 필리핀, 타이완, 베트남이 영유권을 주장하고 있다. 이 사주에는 2014년 현재 12명의 필리핀 군인이 주둔하고 있다.

## 같이 보기
- 필리핀 대 중국